# مایکل پدرسن فریس
مایکل پدرسن فریس (انگلیسی: Michael Pedersen Friis؛ ۲۲ اکتبر ۱۸۵۷ – ۲۴ آوریل ۱۹۴۴) یک سیاست‌مدار اهل دانمارک بود. 